# Teja Melink
Teja Melink (ur. 23 marca 1980) – słoweńska lekkoatletka, specjalizująca się w skoku o tyczce.

## Osiągnięcia
- kilkunastokrotna mistrzyni i wielokrotna rekordzistka kraju

Melink wielokrotnie reprezentowała Słowenię na dużych międzynarodowych imprezach, jednak bez większych sukcesów. W jedynym starcie na igrzyskach olimpijskich (Ateny 2004) zajęła 24. miejsce w eliminacjach i nie awansowała do finału.

## Rekordy życiowe
- skok o tyczce (stadion) - 4,30 (2004)
- skok o tyczce (hala) - 4,20 (2004 & 2005)